# Nagasarete Airantō
Nagasarete Airantō (ながされて藍蘭島?) è un manga scritto e disegnato da Takeshi Fujishiro, e pubblicato da Square Enix sulla rivista Monthly Shōnen Gangan dal 2002. Dall'opera sono stati tratti una serie di light novel e un adattamento televisivo anime di 26 episodi prodotto dallo studio Feel.

## Trama
Ikuto, il classico adolescente giapponese vecchio stampo, naufraga su un'isola deserta da cui, a causa delle avverse correnti marine, è difficile allontanarsi. Ikuto, però, è tutt'altro che un ragazzo sfortunato: l'isola, infatti, è abitata da sole donne e queste sono tutte desiderose di trovarsi un compagno. In verità tutte eccetto una: Suzu, la più ingenua sentimentalmente ma anche la ragazza più in gamba del gruppo non ha un grande interesse per l'altro sesso. Ma sarà proprio lei la ragazza a cui Ikuto rivolgerà le maggiori attenzioni.

## Media

### Manga
Il manga Nagasarete Airantō ha iniziato la pubblicazione nel gennaio 2002 sulla rivista Monthly Shōnen Gangan di Square Enix. Alcuni capitoli aggiuntivi sono stati pubblicati su Gangan Powered ma in seguito sono stati trasferiti su Monthly Shōnen Gangan dopo che Square Enix ha deciso di sostituirla con Gangan Joker.

### Light novel
Due light novel, basate sulla versione manga di Nagasarete Airantō, e scritte da Shōgo Mukai e illustrate da Ken Fujiyo, sono state messe in vendita rispettivamente il 30 novembre 2004 e il 22 marzo 2007.

### Anime
Un adattamento anime di 26 episodi di Nagasarete Airantō è andato in onda tra il 4 aprile e il 26 settembre 2007 su TV Tokyo. È stato prodotto dallo studio di animazione Feel, diretto da Hideki Okamoto e scritto da Mamiko Ikeda. Per l'anime vengono utilizzati quattro brani musicali: un tema iniziale e tre temi finali. Il tema di apertura è Days di Yui Horie. Il primo tema finale degli episodi 1–12 è Say Cheese di Horie, il secondo tema finale dell'episodio 13 è Pu ~! di Akeno Watanabe, e il terzo tema finale degli episodi 14–25 è Koisuru tenkizu (恋する天気図?) di Horie. Days è stato anche usato come sigla finale per l'episodio 26.

## Accoglienza
Nel marzo 2018, Square Enix ha rivelato che la serie ha venduto oltre 3,9 milioni di copie.